# یهان گراوتومسبروتن
یهان گراوتومسبروتن ورزشکار مرد رشتهٔ دوگانه زمستانی اهل کشور نروژ است. وی در بین سال‌های ‎۱۹۲۴ تا ۱۹۳۲ میلادی در مسابقات بازی‌های المپیک زمستانی در مجموع ۶ مدال، شامل ۳ مدال طلا و ۱ نقره و ۲ برنز را کسب کرد.